# غل تبة (أرومية)
غل‌ تبة هي قرية في مقاطعة أرومية، إيران. عدد سكان هذه القرية هو 1,894 في سنة 2006.